# Cirénia (distrito)

Localização de distrito de Cirénia

O Distrito de Cirénia é um dos 6 distritos de Chipre. Sua cidade principal é Cirénia. Cirénia é o menor distrito do Chipre e está ocupado pelo exército turco desde 1974.